# Francisco Marí
Ramón Francisco Marí Canales (Torrevieja, Alicante; 1888 - Madrid; 1967) fue un fotógrafo español, uno de los que mantuvo un estudio abierto en Guadalajara durante el primer cuarto del siglo XX desarrollando una incansable labor en el período cronológico que discurre de 1914, año en que están fechadas sus fotografías más antiguas, a 1931, momento en que abandonó esta ciudad para trasladar su residencia a Madrid.

## Marí en Guadalajara
Francisco Marí llegó a Guadalajara en el año 1906, aunque hasta 1920 no abriró su estudio en la calle Mayor Alta 40. En Guadalajara nacieron sus tres hijos, Juliana, Francisco y Marina, fruto de su matrimonio con la también fotógrafa Jesusa Blanco Corsino. Su hijo mediano, Francisco Marí Blanco, también fue fotógrafo, después de una fugaz carrera de matador de toros. Ambos Marí, padre e hijo, destacaron, además de como fotógrafos de gabinete, como reporteros de festejos taurinos publicando sus instantáneas en la prensa especializada de la época: El Ruedo o Sol y Sombra. 
Si bien, antes de abrir su estudio propio a pie de calle en 1920, ya tuvo el estudio en su propio domicilio –en la plaza de Don Pedro 2–, allí donde en 1924 se instaló como ayudante Ricardo de Vadrís, fotógrafo procedente de Barcelona. Lo cierto es que en la primera Guía Pedromingo (Guadalajara, 1917), en el apartado dedicado a los profesionales establecidos en esta capital, ya aparece Francisco Marí registrado como fotógrafo en la calle Mayor Alta número 40, junto con Ángel Arquer. Es precisamente en 1917 cuando se publica en el periódico Renovación un retrato de Marí posando en su estudio casero.
Con anterioridad a esta fecha sólo se ha podido localizar una fotografía Francisco Marí correctamente fechada: una representación teatral durante las fiestas de San Fernando de 1914. En ella, aparece un cómico sobre el escenario, a cuyo margen derecho se descubre el programa de actividades que nutrirían para ese año los festejos por el patrón de la Academia de Ingenieros.
También habría que valorar la ausencia de fotografías de Francisco Marí en la Guía del Turista en Guadalajara (Guadalajara, 1914), uno de los primeros libritos de ese género profusamente ilustrado con instantáneas de los principales monumentos de la ciudad captadas por los objetivos de los aficionados Jiménez, Vázquez Figueroa, Lecea y el doctor Picazo.

## Los años 1920
Parece, por tanto, que el despuntar de Marí como profesional acreditado no se produjo hasta los años 1920. Será entonces cuando por el gabinete de la calle Mayor Alta 40 pasó lo más representativo de la sociedad alcarreña: profesores y cadetes de la Academia de Ingenieros del Ejército, mandos y soldados de la Aeroestación Militar, funcionarios de la administración, profesionales acreditados, comerciantes y empresarios.
Paulatinamente, Marí fue introduciendo una nueva tipología de retrato, que se alejaba de esa tradicional puesta en escena con recursos fingidos, para apostar por una imagen limpia e inequívoca del retratado, sustituyendo los fondos artificiales por otros neutros o, ya en el laboratorio, a fundidos en blanco que realcen la personalidad y figura del individuo.
Tal era la demanda que en 1924 tomará por ayudante al barcelonés Ricardo de Vadrís. En este ambiente de prosperidad se incorpora otro de los fotógrafos notables de Guadalajara, José Reyes, quien al año siguiente abrió su estudio en la calle Román Atienza, basculando a su favor la tradicional competencia habida durante años entre Marí y Arquer –en claro detrimento de este último– y restando trabajo a Francisco Marí. Quizá por ello, este ocupó una parte importante de su tiempo en la realización de reportajes para la prensa local, en especial para el semanario Renovación, y en captar la riqueza monumental de la capital y la provincia para nutrir el floreciente mercado de tarjetas postales y, quizás, aprovechar el viaje para realizar retratos a los lugareños de las distintas localidades visitadas.
Asimismo, en estos años Francisco Marí se aventuró en la proyección, si no producción, de breves cortometrajes, como aconteció con las maniobras militares realizadas a orillas del río Henares en junio de 1927 bajo la dirección del infante Fernando de Baviera. Este documental fue exhibido en el Teatro Cómico de Guadalajara, y otros, de variada temática, en Sigüenza durante su semana grande.

## Imágenes para el turismo
A principios de la década de los años veinte pertenece la colección de postales dedicadas a Maranchón y su ermita de los Olmos. Esta serie fue editada en los talleres de la madrileña Fototipia J. Roig con una pésima calidad de impresión que desmerece por completo el trabajo de Marí. Por el contrario, otra consideración merece la reproducción en huecograbado que hizo la empresa Mumbrú de las postales editadas en 1928 por la Junta Provincial de Turismo de Guadalajara, en la que, además de fotografías de Marí, se seleccionaron otras de Reyes y Lladó.
Pero donde verdaderamente se dio a conocer el trabajo realizado por los municipios de la provincia fue en la Guía Arqueológica y de Turismo de la provincia de Guadalajara (Guadalajara, 1929). En esta publicación, obra de Julián García Sáinz de Baranda y Luis Cordavias, se incluyó un gran repertorio de imágenes de los monumentos y de las obras de arte repartidas por la provincia de Guadalajara. Las casi cuarenta instantáneas realizadas por Marí advierten el itinerario recorrido –Torija, Lupiana, Tendilla, Trillo, Alcocer, Pastrana, Sayatón, Molina de Aragón, Alovera, Hita, Jadraque, Alcolea del Pinar, Sigüenza, Palazuelos y Atienza– y, sobre todo, de la maestría y oficio para conseguir una perfecta iluminación de los interiores de los monumentos y de sus piezas artísticas.
Dentro de este último grupo cabe destacar las fotografías de los sepulcros de los condes de Tendilla en la iglesia de San Ginés de Guadalajara, las techumbres del palacio del Infantado, el altar de la iglesia de Santa María del Rey de Atienza o las naves y capillas de la catedral de Sigüenza.
Durante los años previos a la proclamación de la Segunda República Española Francisco Marí se dadica, casi en exclusividad, a trabajos de reportaje, alternando las series de espectáculos taurinos con los de actualidad política y social para Renovación, en especial cubriendo los acontecimientos públicos emanados desde los órganos afectos al Directorio Militar, como la inauguración del monumento erigido al capitán Arenas en Molina de Aragón por Alfonso XIII, la Coronación Canónica de la Virgen de la Peña de Brihuega o la visita del Miguel Primo de Rivera a Guadalajara en octubre de 1929.
Ello no quiere decir que su estudio de la calle Mayor Alta estuviera sin actividad; más bien, todo lo contrario, como muestran los anuncios aparecidos en la prensa del momento. Los Marí se especializaron en trabajos de revelado y copias en color, además de servir como laboratorio para todos aquellos clientes que quisieran positivar sus películas, ofertando precios económicos, formación y productos para un mercado cada vez más floreciente: la fotografía doméstica de numerosos aficionados.

## Una marcha silenciosa
En el inicio de los años 1930 se pierden los testimonios de la permanencia de Francisco Marí y su estudio en Guadalajara, desapareciendo ya para siempre del panorama fotográfico de la provincia. Tal es así que en 1948, cuando se edita el libro La Provincia de Guadalajara. Descripción fotográfica de sus comarcas no se incluyó ninguna de sus instantáneas y se le otorgó todo el protagonismo a Tomás Camarillo.
Su memoria como fotógrafo profesional no se recuperó hasta 2003 cuando se organizó una exposición retrospectiva para el Centro de la Fotografía y la Imagen Histórica de Guadalajara (CEFIHGU) integrada por fotografías procedentes de colecciones privadas y álbumes familiares.